# Mount Worth Park
Mount Worth Park är en park i Australien. Den ligger i kommunen Baw Baw och delstaten Victoria, omkring 100 kilometer sydost om delstatshuvudstaden Melbourne.
Runt Mount Worth Park är det glesbefolkat, med 9 invånare per kvadratkilometer.. Närmaste större samhälle är Warragul, omkring 15 kilometer norr om Mount Worth Park.
I omgivningarna runt Mount Worth Park växer i huvudsak städsegrön lövskog. Genomsnittlig årsnederbörd är 1 343 millimeter. Den regnigaste månaden är juni, med i genomsnitt 189 mm nederbörd, och den torraste är januari, med 59 mm nederbörd.